# Visió nocturna
La visió nocturna és l'habilitat de veure entorns que estan en baixos nivells d'il·luminació. Moltes espècies posseeixen aquesta habilitat, inclòs l'ésser humà. No obstant això, en aquest últim es presenta de manera molt limitada, recorrent a aparells sofisticats per suplir la seva limitació natural.

## Gamma espectral realçada
Les tècniques de gamma espectral realçada fan a l'espectador sensible als tipus de llum que serien invisibles a un observador humà. La visió humana es confina a una porció petita de espectre electromagnètic anomenat llum visible. La gamma espectral realçada permet que l'espectador s'aprofiti de fonts no-visibles de la radiació electromagnètica (com ara radiació propera-infraroja o UV)

## Gamma d'intensitat realçada
És simplement la capacitat de veure amb quantitats de llum molt petites. Encara que el sistema visual humà pot, en teoria, detectar només fotons sota condicions ideals, els filtres anti-sorolls neurològics limiten la sensibilitat a uns deu del fotons, fins i tot en les condicions ideals. Alguns animals han desenvolupat una visió millor amb l'ús d'una obertura òptica més gran, la composició millorada de la retina que pot detectar una llum més feble sobre una gamma espectral més gran, l'òptica més fotoeficient a l'ull, i la filtració neurològica millorada que és més tolerant de soroll. La gamma d'intensitat realçada s'aconsegueix via mitjans tecnològics amb l'ús d'un reforçador de la imatge, el multiplicador d'augment o CCD, o l'altre arsenal molt de poc soroll i alta sensibilitat de fotodetectors.

## Visió nocturna biològica
En la visió nocturna biològica, les molècules de rodopsina en les barres de l'ull experimenten un canvi de forma mentre que la llum és absorbida per elles. L'època màxima de l'acumulació de rodopsina per a la visió òptima de la nit en éssers humans és de 30 minuts. La rodopsina en les barres humanes és insensible a les longituds d'ona vermelles més llargues de la llum, així que la gent utilitza molta llum vermella per preservar la visió nocturna i no s'esgotarà els magatzems de rodopsina de l'ull en les barres i en lloc d'un altre és vist pels cons.
Alguns animals, com ara gats, gossos, i els cérvols, tenen una estructura anomenada tapetum lucidum a la part posterior de l'ull que reflecteix la llum per fins i tot una visió millor a la nit que els éssers humans, en els quals només un 10% de la llum que entra l'ull cau en les peces fotosensibles de la retina. La seva visió de la nit baixa probablement entre un intensificador d'una imatge de la primera generació i de la segona generació.
En peixos i crustacis. d'aigües profundes s'ha trobat clorina e6 (CE6), un compost fotosensible utilitzat en tractaments contra el càncer i que permet veure amb nivells de llum molt baixos. Després d'un experiment, 1 s'ha confirmat que, injectant un sèrum compost de clorina e6, insulina o dimetilsulfòxid (o una barreja dels dos) i sèrum salí al sac conjuntival, és possible veure amb un nivell de llum baix.

## Cristalls nocturns
Els cristalls nocturns són telescopis o prismàtics amb un objectiu de diàmetre gran. Les lents grans poden recol·lectar i concentrar la llum, així intensificant la llum amb mitjans purament òptics i permetent a l'usuari veure millor en la foscor que amb l'ull nu. Els cristalls foscos també tenen sovint una pupil·la bastant gran de sortida de 7 mil·límetres o més, deixant tota llum recol·lectada en l'ull de l'usuari. No obstant això, molta gent no pot aprofitar això a causa de la dilatació limitada de la pupil·la humana. Per superar això els soldats eren de vegades injectats amb atropina per dilatar les seves pupil·les. Abans de la introducció dels reforçadors d'imatge, els cristalls nocturns eren l'únic mètode de visió nocturna, i van ser utilitzats així extensament, especialment en la mar. Els cristalls nocturns de l'era de la segona guerra mundial tenien generalment un diàmetre de lent de 56 mil·límetres o més amb ampliació de set o vuit. Els desavantatges més importants dels cristalls nocturns són la seva gran grandària i pes.

## Intensitat lluminosa i longitud d'ona
És important discernir entre intensitat i longitud d'ona. L'ull humà pot percebre sempre que:
la intensitat del focus lumínic del qual es trobi per sobre d'uns 700 °C: el ferro a 20 °C no emet llum visible per a l'ull humà; per veure-ho es necessita una font de llum els raigs del qual es reflecteixin en el ferro i siguin percebuts pels nostres ulls. Això no obstant, si en lloc de trobar-se a 20 °C estigués a 1000 °C es percebria la llum del ferro a ull nu, sense necessitat de fonts de llum;
la longitud d'ona sigui pertanyent a l'espectre visible (llum visible): l'ull humà capta una estreta banda de l'espectre electromagnètic. L'espectre abasta des dels raigs còsmics fins a les ones de ràdio. S'ordenen per longitud d'ona o freqüència.

Al centre, la llum visible